# Pedro Teixeira (Minas Gerais)
Pedro Teixeira, amtlich portugiesisch Município de Pedro Teixeira, ist eine kleine Gemeinde im brasilianischen Bundesstaat Minas Gerais. Sie hatte 2021 geschätzt 1804 Einwohner, die Pedro-Teixeirenser genannt werden und auf einer Gemeindefläche von rund 113 km² leben. Die Entfernung zur Hauptstadt Belo Horizonte beträgt 295 km. Orte im näheren Umkreis sind durch die Ferienstraße Serras do Ibitipoca erschlossen.

## Namensherkunft
Benannt wurde der Ort nach einer regionalgeschichtlich bekannten Person, die in der Liberalen Revolution von 1842 eine Rolle spielte.

## Geographie
Umliegende Gemeinden sind Bias Fortes, Lima Duarte und Juiz de Fora.
Das Biom ist Mata Atlântica.